# Rio Três Voltas
Rio Três Voltas är ett vattendrag i Brasilien.   Det ligger i delstaten Santa Catarina, i den södra delen av landet, 1 300 km söder om huvudstaden Brasília.
Omgivningarna runt Rio Três Voltas är en mosaik av jordbruksmark och naturlig växtlighet. Runt Rio Três Voltas är det ganska glesbefolkat, med 28 invånare per kvadratkilometer.